# 제7회 대한민국국제청소년영화제
제7회 대한민국국제청소년영화제는 2007년 9월 29일에 열린 시상식이다.

## 수상 및 후보

### 단체상 - 대상
- 보도 위의 남과 여 - 김진호 수상
- 인형계단 - 섲어민 수상
- 영화는 어려워 - 황보민정 수상

### 단체상 - 금상
- 바세린 - 정준호 수상
- 네발자전거 - 이가은 수상
- 머피의 법칙 - 이하림 수상

### 단체상 - 은상
- 햇볕은 쨍쨍 - 민경찬 수상
- DEADY - 최다랑 수상
- 안녕 나마스테 - 주성찬 수상

### 단체상 - 동상
- Project H - 김병록 수상
- 오빠가 돌아왔다. - 정지현 수상
- 고래잡이, 사랑잡이 - 이충현 수상
- 남자만들기 프로젝트 - 송휘성 수상
- 마음먹기에 달렸어 - 이경록 수상
- 동물전 - 이성원 수상

### 단체상 - 장려상
- 레노바레 - 박기훈 수상
- 미친 사랑을 위하여… - 한익봉 수상
- Rainbow boy - 김다정 수상
- 목격자를 찾습니다. - 박영선 수상
- 그림카드 - 김석원외 1명 수상
- 중독 - 권보람 수상
- 소중한 약속 - 박은하 수상
- S보드를 타다가 - 박수빈 수상
- 비상식량 - 이지 수상

### 특별상 - 청년부문대상
- 날갯짓 - 임성빈 수상
- 비틀즈는 속삭였다 - 이채린 수상
- 내리사랑 - 변준식 수상
- 학원이 싫어요 - 김태영 수상
- 영어가 싫어요 - 장아현 수상
- 개망초 꽃 화환 - 전도한 수상
- 꿈꾸는 사람들 - 장요한 수상
- Anecdotes - Cecilia LOISEAU-GOMES 수상
- Tu et Moi - Pierre BECHET 수상
- HELP! - Marion LEFEUVERE 수상

### 최우수 연출상
- 날갯짓 - 임성빈 수상

### 최우수 조명상
- 그림카드 - 김석원 외1명 수상

### 최우수 기획상
- 기철이의 여름 - 김한솔 수상

### 최우수 편집상
- 아스피린 - 김목현 수상

### 최우수 촬영상
- 네발 자전거 - 박윤혜 수상

### 최우수 음악상
- 베틀즈는 속삭였다 - 오란 수상

### 최우수 시나리오상
- 바센린 - 정준호 수상

### 청소년 심사위원단상
- 오빠가 돌아왔다. - 정지현 수상

### 인기상
- 사노라면 - 김건우 수상

### 남우연기상
- 날갯짓 - 민상철 수상

### 여우연기상
- 행복한우리가족 - 정희정 수상

### 아역연기상
- 목격자를 찾습니다. - 박주현 수상

### 청소년지도대상
- 이찬연 수상
- 김경환 수상
- 문명곤 수상